# Gare du Nord (metropolitana di Parigi)
Gare du Nord è una stazione delle linee 4 e 5 della metropolitana di Parigi.

## La stazione
La stazione porta il nome della gare du Nord, stazione della rete SNCF alla quale è collegata. Nel 2004, questa stazione fu la più trafficata dell'intera rete della Metropolitana di Parigi con 36,24 milioni di passeggeri.
La stazione è collegata con le linee RER B, D e E del Réseau express régional di Parigi.

## Accessi
- 9, boulevard de Denain
- 17, rue de Dunkerque
- 18, rue de Dunkerque
- Stazione SNCF

## Interconnessioni
- Bus RATP - 26, 30, 31, 35, 38, 39, 42, 43, 46, 48, 54, 56, 65, 302, 350
- Noctilien - N01, N02, N14, N43, N44, N140, N143

## Galleria d'immagini

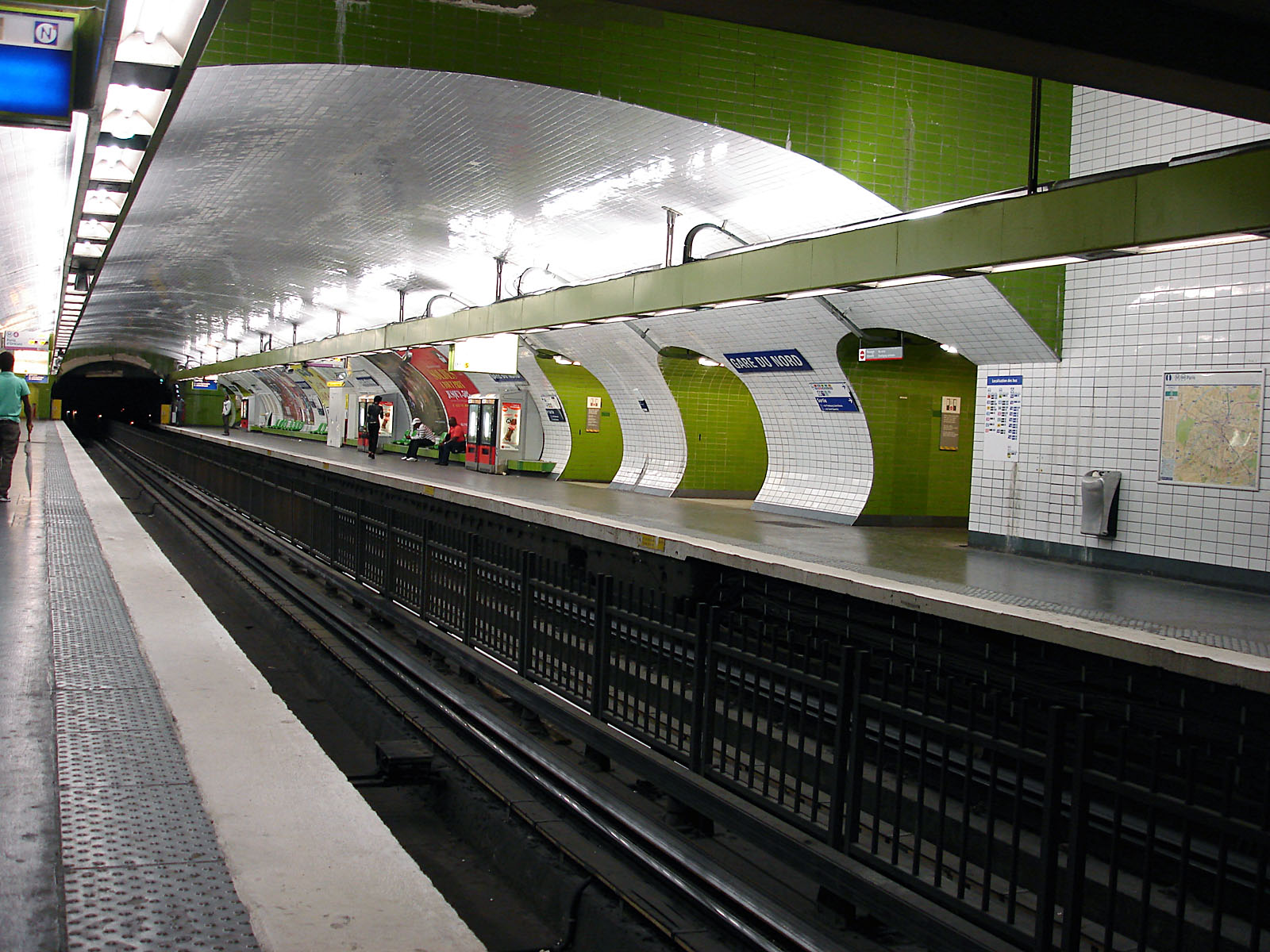
Banchina della linea 4
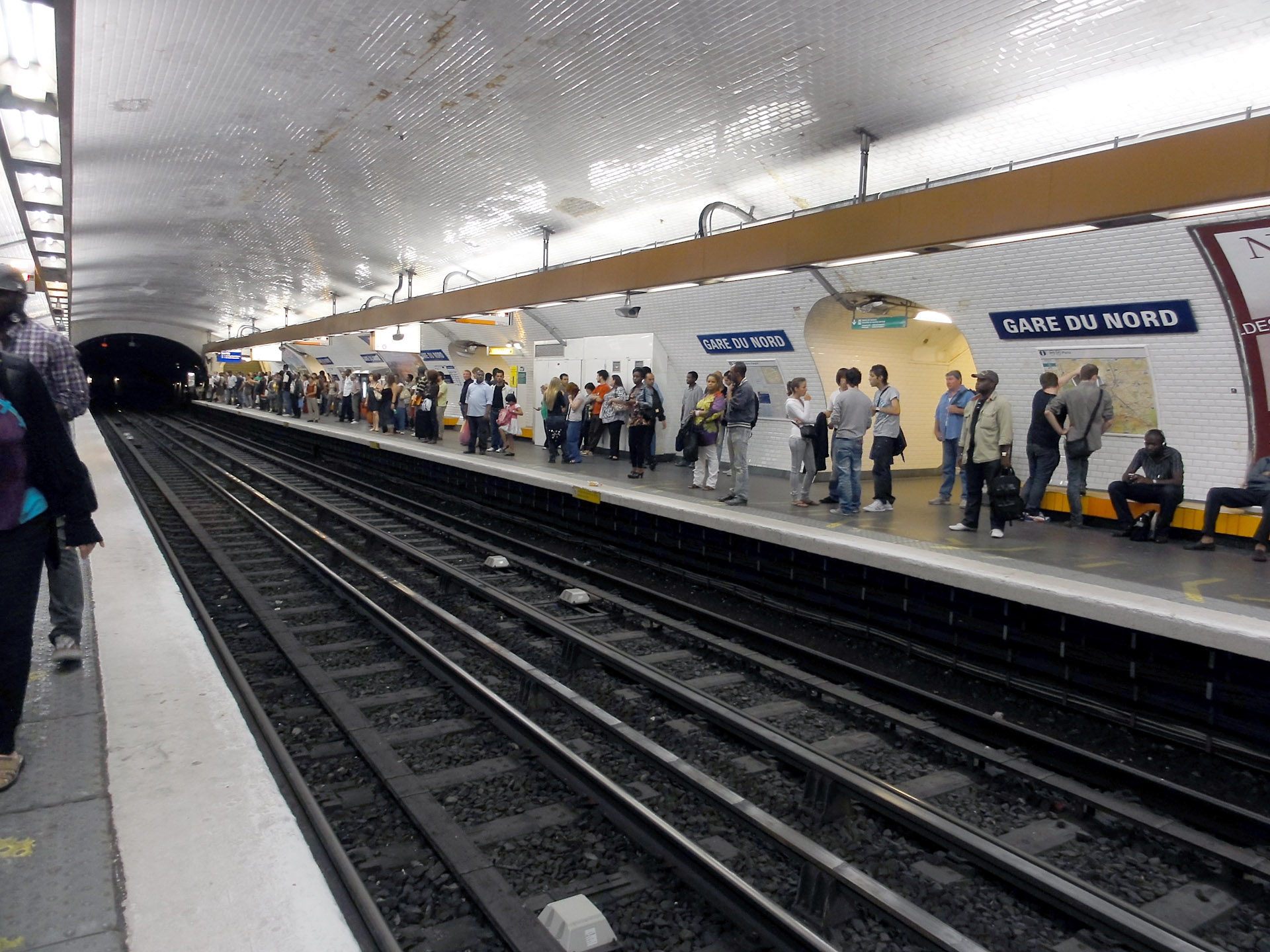
Banchina della linea 5